# Козырев, Теймураз Борисович
Теймураз Борисович Козырев (14 марта 1955) — советский футболист, защитник, российский тренер, функционер.
Бо́льшую часть карьеры игрока провёл в составе «Спартака» Орджоникидзе — в 1974—1986 годах в первой (1974—1981, 1984—1986) и второй (1982—1983) лигах сыграл 339 матчей, забил 13 голов. В 1988—1989 годах во второй низшей лиге играл за «Автодор» Орджоникидзе. В первой половине 1990-х годов был играющим тренером любительских владикавказских клубов «Строитель» и «Альмарк».
В 1995—2006 годах работал на тренерских и административных должностях в «Автодоре». Позже стал тренировать юношеские команды «Алании». Судья в региональных турнирах. Первый тренер Алана Агаева и Вадима Хинчагова.